# Prosoplus longulus
Prosoplus longulus är en skalbaggsart som beskrevs av Stefan von Breuning 1938. Prosoplus longulus ingår i släktet Prosoplus och familjen långhorningar. Inga underarter finns listade i Catalogue of Life.